# Aquilífero

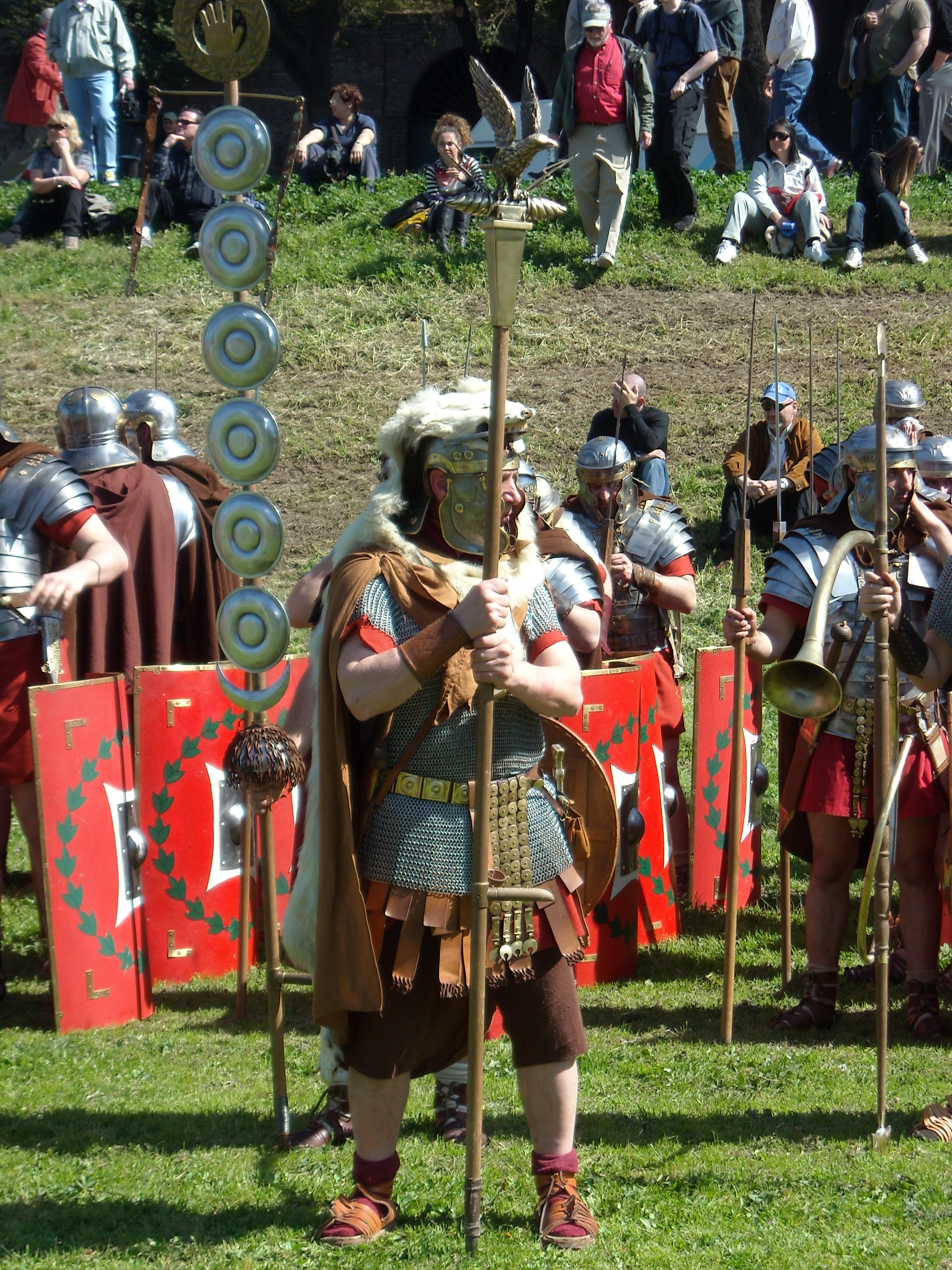
Reconstituição de um aquilífero

O aquilífero (em latim: aquilifer) era o soldado que, nas legiões romanas , levava o estandarte ou a Águia (aquila) da legião, uma estatueta dourada ou prateada que representava uma águia. Era uma posição de enorme prestígio. A perda da águia considerava-se uma grande desonra e, se caia, todos os legionários morriam para evitar que caísse em mãos inimigas. Ainda que desconhece-se a que grau ascendiam os aquilíferos, geralmente acha-se que ascendiam até centuriões, ainda que normalmente tivessem um grau entre este e o de optio. Durante a época do Principado, os aquilíferos tinham um salário duas vezes mais alto que o dos soldados rasos.
O nome aquilífero deriva de aquila, que em latim significa águia, animal que se converteu em símbolo oficial das legiões romanas a partir do ano 104 a.C.. Antes que a águia se instaurasse como símbolo oficial, os emblemas mais usados nas diversas legiões eram o lobo, o porco, o javali, o touro e o cavalo. O emblema da águia era formado por um exemplar deste animal cortado em metal, as asas rodeavam uma coroa de louros e ia montado numa peça estreita de base trapezoidal, situada em cima de um pau bem longo que permitia que fosse vista por toda a gente.
A diferença de outros porta estandartes romanos como o signífero, o aquilífero não vestia nenhum complemento de pele de animal. As suas armas eram formadas por um pequeno escudo chamado parma que se podia prender no braço em caso de estar a usar a arma ou trazendo-o à cintura.